# Гороховище (Ленинградская область)
Гороховище — деревня в Ганьковском сельском поселении Тихвинского района Ленинградской области.

## История
ГОРОХОВИЩЕ — деревня Куневичского общества, прихода Капецкого погоста. Река Капша.

Крестьянских дворов — 7. Строений — 10, в том числе жилых — 7. 

Число жителей по семейным спискам 1879 г.: 13 м. п., 17 ж. п.; по приходским сведениям 1879 г.: 12 м. п., 18 ж. п.

В конце XIX — начале XX века деревня административно относилась к Куневичской волости 2-го земского участка 2-го стана Тихвинского уезда Новгородской губернии.

ГОРОХОВИЩЕ — деревня Куневичского общества, дворов — 8, жилых домов — 12, число жителей: 25 м. п., 31 ж. п.
 
Занятия жителей — земледелие, лесные промыслы. Река Капша. (1910 год)

Деревня Гороховище на карте 1932 года

Согласно карте Ленинградской области Северо-западного аэрогеодезического треста ГГУ издания 1932 года деревня насчитывала 9 крестьянских дворов.
По данным 1933 года деревня Гороховица входила в состав Ерёминогорского сельсовета Капшинского района Ленинградской области.
По данным 1966 года деревня называлась Гороховица и также входила в состав Ерёминогорского сельсовета.
По данным 1973 и 1990 годов деревня называлась Гороховище и входила в состав Ерёминогорского сельсовета.
В 1997 году в деревне Гороховище Ерёминогорской волости проживал 1 человек, в 2002 году — постоянного населения не было.
В 2007 и 2010 годах в деревне Гороховище Ганьковского СП — также не было постоянного населения.

## География
Деревня расположена в северной части района к западу от автодороги 41А-009 (Лодейное Поле — Тихвин — Чудово).
Расстояние до административного центра поселения — 16 км.
Расстояние до ближайшей железнодорожной станции Тихвин — 60,5 км.
Деревня находится на правом берегу реки Капша.

## Демография
| 2007 | 2010 | 2017 |
| ---- | ---- | ---- |
| 0    | →0   | ↗1   |

### Национальный состав
Согласно данным Всероссийской переписи населения 2021 года в деревне проживали 3 человека, все русские.